# 朱長世 (崇禎進士)
朱長世（1620年—1652年），字興公，河南汝寧府光州人，明朝、南明政治人物。

## 生平
朱長世個性聰穎仁孝，崇禎十二年（1639年）剛成年就中舉人，因為中原冦變而聽從父親命令前往江東避亂，到十六年（1643年）成進士，擔任儀制主事。九月時父親去世，次年（1644年）李自成攻陷北京，他每晚哭過不停，奉母親南渡，在弘光朝廷任職精膳員外郎；看朝政而嘆息：「君父大仇未雪，京師未復，臣子之恥也！」遇事一定嚴肅上言，很快歸隱田里，以逸民身分自負，寄情於酒，夜半號哭，因別人不了解而憂憤成疾，三十三歲去世。

## 引用
1. 1 2  錢海岳《南明史·卷三十一·列傳第七》：（弘光）時禮部司官：……朱長世，字興公，光州人。崇禎十六年進士。歷儀制主事、精膳員外郎。直言不阿，歸。沈湎詩酒，憤惋卒。
2. ↑  《中州人物考·卷七·隱逸》：朱進士長世　長世字興公，光州人，生而穎異，性仁孝。崇禎己卯以弱冠登鄉薦，值中原冦變，父令避亂江東。癸未成進士，九月丁外艱，明年闖賊陷京師，每夜號不止，河南諸地盡委冦巢，長世間道奉母而南。觀朝政嘆曰：「君父大仇未雪，京師未復，臣子之恥也！」遇當事輒正色言之，無何歸隱田里，以逸民自負，寄狂於酒，夜半悲號，人不解其故，憂憤成疾，卒年三十三。